# Between Force and Fate
Between Force and Fate to drugi album zespołu Velcra.

## Lista utworów
1. "War Is Peace" – 3:33
2. "Water Is Getting High" – 3:24
3. "Our Will Against Their Will" – 4:37
4. "For My Loneliness I Pay" – 3:29
5. "Memory Loss" – 3:45
6. "I Can´t Tell the Sun From the Moon" – 4:58
7. "The Bong Song" – 3:15
8. "Corruption" – 4:33
9. "Hotel Alcatraz" – 3:59
10. "Wonderland Sunrise" – 2:58

Źródło

## Twórcy
- Jessi Frey – wokal, aranżacja
- O.D. – gitara (6)
- DJ Freak – instrumenty klawiszowe, sampler (2)
- Teb Bonnet – gitara basowa
- Mikko – perkusja
- The Filthy Fiddlers – instrumenty smyczkowe
- Jyrki Tuovinen – realizacja nagrań, miksowanie, producent
- Svante Forsbäck – mastering
- Markus Rantaniemi – okładka

Źródło